# Departamento Mburucuyá
Mburucuyá (en guaraní: Mburukuja) es un departamento de la provincia de Corrientes, en el noreste de Argentina, que ocupa 998.5 km², en la región noroeste de la provincia.
Limita al norte con los departamentos Empedrado, San Luis del Palmar y General Paz; también limita al este con este último. Mburucuyá también posee fronteras con el Concepción al sur, a la vez que limita con el departamento Saladas al oeste.
La cabecera del departamento es la homónima Mburucuyá. 

## Atractivos turísticos
En este departamento se encuentra localizado el parque nacional Mburucuyá, creado en 2002, que se caracteriza por la fauna, la flora y las condiciones climáticas y morfológicas de los esteros del Iberá.

## Toponimia
Mburucuyá o Mburukuja es el nombre en guaraní de Passiflora, también comúnmente llamada «Pasionaria» o «Flor de la pasión», de crecimiento espontáneo en la zona y también cultivada por sus propiedades alimenticias y medicinales.

## Historia
El 7 de marzo de 1917 el gobernador Mariano Indalecio Loza aprobó por decreto el Cuadro comparativo de la subdivisión en Departamentos y Secciones de la Provincia de Corrientes; Límites interdepartamentales e interseccionales, que fijó para el departamento Mburucuyá los siguientes límites:

Departamento Mburucuyá - Límites departamentales: Norte: Esteros del San Lorenzo, límites Sur y Este de la propiedad suc. de Gamarra y estero Longaniza; Este: Estero Longaniza, límites Este y Sur de la propiedad Dagoberto de Bianchetti, límite Este de la propiedad Beatriz Benítez y Norte de la de J. P. Cremonte, cañada Zapallo, límite Este de la propiedad de Emilio Pont y Norte y Este de la de Ramón Durán Cardozo; Sur: Esteros del Santa Lucía; Oeste: Límite Sudoeste de la propiedad suc. Juan Fernández, José E. Luque, límite Norte de las propiedades de Fructuosa de Rodríguez y de los Galarza, límite Oeste de la de Pedro Galarza;

El cuadro señaló que el departamento estaba dividido en 3 secciones:

1ra. a 3ra. Sección: El Departamento está dividido en tres Secciones, formando todas las propiedades al Sur de las cañadas Fragosa y Zapallo la 3ra. Sección. La parte Norte de esta línea divisoria natural, comprende la 1ra. y 2da. Sección, cuya línea divisoria es límite Este de los ejidos de Mburucuyá, siendo la 1ra. Sección la parte Oeste con los ejidos del pueblo y la 2da. Sección la parte Este de aquella línea divisoria.

El 31 de agosto de 1935 fue publicado el decreto del vicegobernador Pedro Resoagli que determinó los límites de los departamentos:

Departamento Mburucuyá: Tiene los siguientes límites generales: Norte: La línea, iniciándose en el mojón N. O. de la propiedad de Juan Hernández, en el estero San Lorenzo (en que termina el Departamento Saladas), sigue por este estero, hasta el mojón N. E. de la propiedad de Margarita Z. de Jara, de donde continúa por el límite Norte de las propiedades de los herederos de G. González, Fabián Carballo, Fulgencio Maidana, Juan del Carmen Niz, José H. González, Juana S. de Castillo, herederos de Sebastián Sánchez y Delfín Giménez hasta el estero Longaniza, por el cual continúa hasta el mojón N. E. de la propiedad de Dagoberto de Bianchetti; Este: Desde el mojón N. E. de la propiedad de Dagoberto de Bianchetti, en el estero Longaniza, la línea sigue el límite Oriental y Sud de esta propiedad, y el límite Este de la de Beatriz Benítez; la isla “Don Felipe”, en el estero del mismo nombre; línea Norte de la propiedad de J. P. Cremonte; Este de la de Saturnino Gandía; cañada Zapallo, límite Este de la propiedad de Antonio Pont, Norte de las de Tomás Soloaga, Ramón Durán Cardozo, M. C. de López y Ramón Durán Cardozo, cuyo deslinde oriental sigue hasta los esteros del Santa Lucía; Sud: De la proyección del deslinde oriental de la propiedad de Ramón Durán Cardozo, en los esteros del Santa Lucía, la línea Sud continúa por estos esteros (que sirven de límite con el Departamento Concepción) hasta el punto en que da en ellos la prolongación recta del límite Oeste de la propiedad de Pedro S. Galarza; Oeste: Desde los esteros del Santa Lucía, la línea sigue el límite Oeste de la propiedad de Pedro S. Galarza, hace ángulo recto por el deslinde Nordeste de las propiedades de Pedro S. Galarza, Manuel Acuña, Vicente Galarza, Justo Galarza, Félix T. Galarza, Fructuosa G. de Rodríguez y la de Sinforoso Gómez y Juan González, hasta que en ésta cae el límite Oeste de la de José E. Luque; continúa por este límite Oeste y el de la propiedad de los sucesores de Juan Hernández hasta el estero San Lorenzo, de la línea Norte departamental.

## Población
Cuenta con 11 568 habitantes (Indec, 2022), lo que representa un incremento promedio anual del 1.9% frente a los 9252 habitantes (Indec, 2010) del censo anterior.

La mediana de edad se estableció en 30 años.
| Gráfica de evolución demográfica de Departamento Mburucuyá entre 1991 y 2022 |
|                                                                              |
| Fuente: censos nacionales del INDEC                                          |

## Principales ciudades
- Mburucuyá